# Jan Dvořák (politik)
Jan Dvořák (4. dubna 1870 Sány – 28. ledna 1931 Praha) byl český a československý politik, poslanec Českého zemského sněmu a Revolučního národního shromáždění za agrárníky.

## Biografie
Působil jako zemědělec v Sánech. Už počátkem 20. století byl významným aktivistou agrárního hnutí. V roce 1905 se stal předsedou Ústřední jednoty hospodářských družstev. V této funkci setrval do roku 1914, kdy ho vystřídal Ferdinand Klindera.
V doplňovacích volbách roku 1904 byl zvolen na Český zemský sněm za kurii venkovských obcí, obvod Dvůr Králové, Jaroměř. Mandát obhájil v řádných zemských volbách roku 1908, nyní za obvod Poděbrady, Městec Králové v kurii venkovských obcí. Uvádí se jako český agrárnický kandidát. Byl náhradníkem zemského výboru. Působil jako delegát české sekce zemské zemědělské rady. Od roku 1911 byl členem státní železniční rady ve Vídni. Roku 1913 se stal prezidentem Centrálního svazu českých zemědělských společenstev v Praze. Byl dále členem zemědělské rady ve Vídni jmenovaným ministerstvem obchodu a členem kuratoria Zemského pomologického ústavu v Tróji.
Od roku 1918 zasedal v Revolučním národním shromáždění za Republikánskou stranu československého venkova (agrárníky). Na členství v tomto zákonodárném sboru rezignoval na 77. schůzi v roce 1919. Byl profesí rolníkem. Uvádí se jako statkář v Sánech.
Působil jako předseda správní rady podniku Union, uhelné doly v Praze a.s. a Slovensko-české průmyslové a obchodní podniky v Praze, a.s. Zemřel náhle v lednu 1931.